# 2016 en Suisse
Chronologie de la Suisse
- 2012
- 2013
- 2014
- 2015
- 2016
- 2017
- 2018
- 2019
- 2020

2014 par pays en Europe - 2015 par pays en Europe - 2016 par pays en Europe - 2017 par pays en Europe - 2018 par pays en Europe
2014 en Europe - 2015 en Europe - 2016 en Europe - 2017 en Europe - 2018 en Europe

## Gouvernement au1erjanvier 2016
- Conseil fédéral:[1]
  - Johann Schneider-Ammann (PLR/BE), président de la Confédération
  - Doris Leuthard (PDC/AG), vice-présidente de la Confédération
  - Guy Parmelin (UDC/VD)
  - Ueli Maurer (UDC/ZH)
  - Didier Burkhalter (PLR/NE)
  - Simonetta Sommaruga (PS/BE)
  - Alain Berset (PS/FR)

## Faits marquants

### Janvier
- 20 au 23 janvier : 46e Forum économique mondial à Davos.

### Février
- 28 février : quatre référendums. L'initiative populaire « Pour le couple et la famille - Non à la pénalisation du mariage » est rejetée à 50,8 %. L'initiative populaire « Pour le renvoi effectif des étrangers criminels » est rejetée à 58,9 %. L'initiative populaire « Pas de spéculation sur les denrées alimentaires » est rejetée à 59,9 %. Le référendum intitulé «Non au 2e tube au Gothard» portant sur la construction d'un second tube au tunnel routier du Saint-Gothard est approuvée à 57 %.
- 29 février : ouverture de la session de printemps 2016 au parlement fédéral.

### Mars
- 3 au 13 mars : Salon international de l'automobile de Genève.

### Avril
- 15 avril : début de l'équipement des tunnels des routes nationales pour la diffusion de la radio numérique terrestre[2].

### Juin

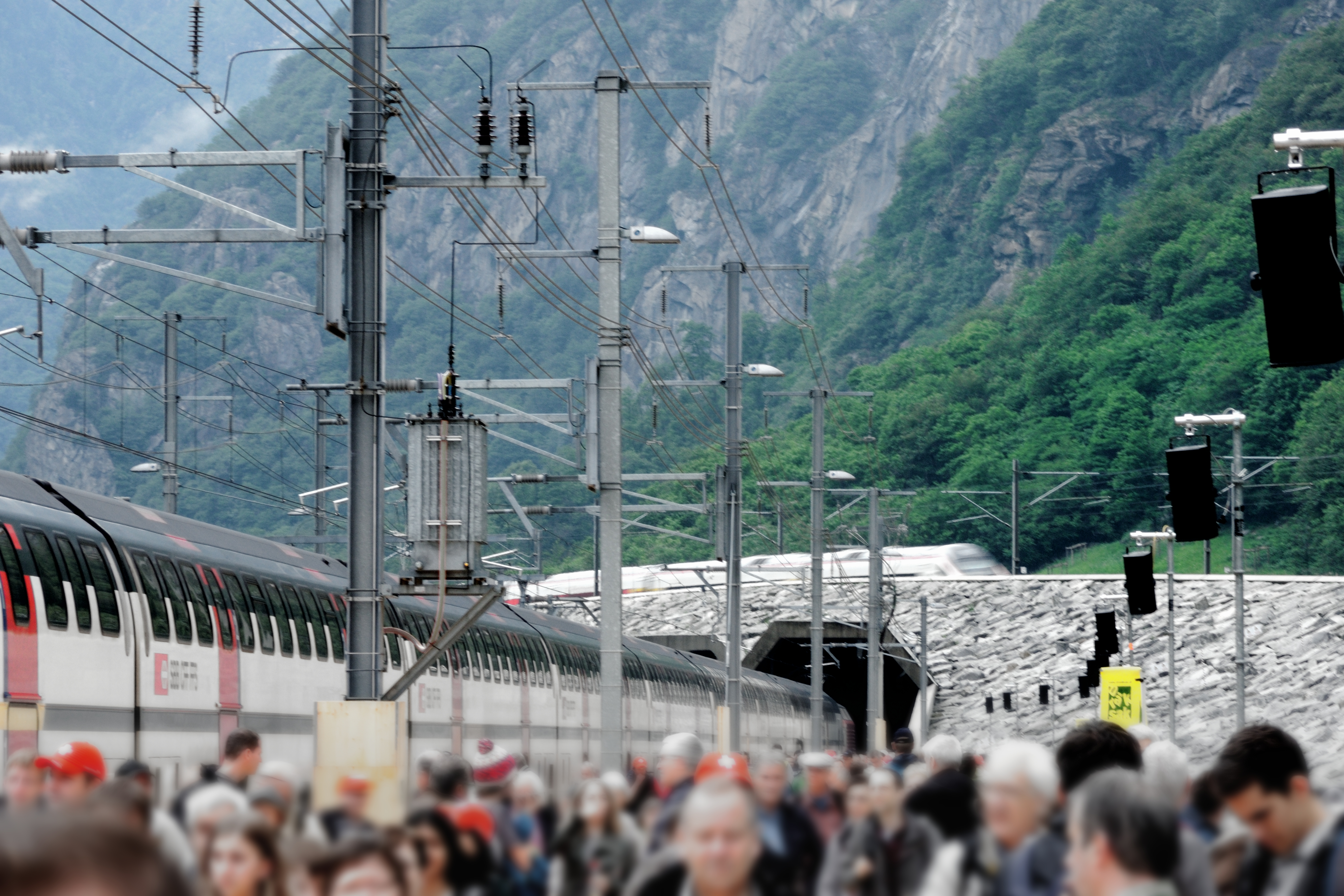
L'inauguration du Gothard.

- 1er juin : inauguration du tunnel de base du Saint-Gothard, long de 57,1 km, soit le plus long tunnel ferroviaire du monde et la première ligne de plaine à travers les Alpes.
- 5 juin : référendums sur cinq objets.
  - L'initiative populaire « Pour un revenu de base inconditionnel » est rejetée par 76,9 % des votants ;
  - L'initiative populaire « Pour un financement équitable des transports » est rejetée par 70,8 % des votants ;
  - L'initiative populaire « En faveur du service public » est rejetée par 67,6 % des votants ;
  - Le référendum facultatif portant sur la modification de la loi sur la procréation médicalement assistée (LPMA) est approuvée par 62,4 % des votants ;
  - Le référendum facultatif portant sur la modification de la loi sur l'asile est approuvée par 66,8 % des votants.

### Juillet
- 1er juillet : le Conseil fédéral suisse permet dorénavant aux radios locales de percevoir davantage de moyens financiers de la part de l'État[3].

### Septembre
- 25 septembre : référendums sur trois sujets :
  - la loi sur le renseignement est approuvée[4] ;
  - l'initiative populaire « AVSplus: pour une AVS forte » est rejetée ;
  - l'initiative populaire « Pour une économie durable et fondée sur une gestion efficiente des ressources » est rejetée.

### Novembre
- 27 novembre : Votations sur l'initiative populaire « Pour la sortie programmée de l'énergie nucléaire ». L'initiative est rejetée à 54 %. Seuls les cantons de Bâle-Campagne, Bâle-Ville, Genève, Jura, Neuchâtel et Vaud ont dit majoritairement oui.
- 27 novembre : les citoyens du canton de Berne ont refusé à 66 % une initiative populaire demandant le maintien de l'ensemble des hôpitaux du canton pendant huit ans.
- 27 novembre : élections communales en ville de Neuchâtel. La gauche conserve la majorité.
- 27 novembre : le projet de créer un nouveau Parc national nommé Adula situé sur le territoire de dix-sept communes situées dans les cantons des Grisons et du Tessin est rejeté par référendum.
- 27 novembre : les citoyens des communes de Bevaix, Fresens, Gorgier, Montalchez, Saint-Aubin-Sauges et Vaumarcus se sont prononcés par référendum en faveur d'une fusion pour former la commune de La Grande Béroche.

### Décembre
- 11 décembre : le tunnel de base du Saint-Gothard est mis en service commercial.